# Ruotejauratj
Ruotejauratj eller Ruotjejauratj är en sjö i Arvidsjaurs kommun i Lappland och ingår i Piteälvens huvudavrinningsområde. Sjöns area är 0,04 kvadratkilometer och den befinner sig 440 meter över havet.